# Nagy Ferenc (ökölvívó)
Nagy Ferenc (Cegléd, 1916. október 27.–Budapest, 1977. május 11.) magyar olimpikon ökölvívó.

## Pályafutása
1934-1940 között a Budapesti Vasutas SC (BVSC) ökölvívója, a nehézsúlyban versenyzett. A BVSC színeiben 6-szoros magyar bajnok, 1934-ben és 1937-ben csapatbajnok. 1935-1939 között 22-szeres magyar válogatott.

### Európa-bajnokság
1937-ben az Európa-bajnoki tornán 4. helyezett

### Olimpiai játékok
Az 1936. évi nyári olimpiai játékok ökölvívó tornáján, nehézsúlyban a 4. helyen végzett, mert a 3. helyért vívandó mérkőzésre nem állt ki.

## Sportvezetőként
- 1941-1965 között a BVSC illetve a Rákoscsabai Munkás Testgyakorlók Köre (RMTK) edzője.
- 1965-1977 között a magyar válogatott edzője.

## Külső hivatkozások
- Nagy Ferenc. bvsc.eu. [2015. október 3-i dátummal az eredetiből archiválva]. (Hozzáférés: 2015. szeptember 26.)
- Nagy Ferenc. origo.hu. (Hozzáférés: 2015. szeptember 26.)
- Nagy Ferenc. cegledipanorama.hu. [2015. október 3-i dátummal az eredetiből archiválva]. (Hozzáférés: 2015. szeptember 26.)